# وايت سميث
وايت سميث (بالإنجليزية: Wyatt Smith)‏ هو لاعب هوكي الجليد أمريكي، ولد في 13 فبراير 1977 في ثيف ريفر فولز في الولايات المتحدة.

## وصلات خارجية
- وايت سميث على موقع دوري الهوكي الوطني (الإنجليزية)
- وايت سميث على موقع EliteProspects.com (الإنجليزية)
- وايت سميث على موقع HockeyDB.com (الإنجليزية)
- وايت سميث على موقع Hockey-Reference.com (الإنجليزية)